# Basivșciîna, Lebedîn
Basivșciîna (în ucraineană Басівщина) este un sat în comuna Vorojba din raionul Lebedîn, regiunea Sumî, Ucraina.

## Demografie
Componența lingvistică a localității Basivșciîna
     Ucraineană (83,33%)
     Rusă (16,67%)
Conform recensământului din 2001, majoritatea populației localității Basivșciîna era vorbitoare de ucraineană (83,33%), existând în minoritate și vorbitori de rusă (16,67%).